# She Will (Lil Wayne)
Pour le film, voir She Will (film).
Singles par Lil Wayne
How to Love
(2011) Y.U. Mad
(2011)
Singles par Drake
Headlines
(2011) Still Got It
(2011)
She Will est une chanson par le rappeur américain Lil Wayne. C'est le quatrième single de son neuvième album studio, Tha Carter IV. La chanson est en collaboration avec Drake. Le single est sorti aux États-Unis le 16 août 2011 en téléchargement digital.

## Contexte
Le 7 août 2011, une vidéo d'une session d'enregistrement de la chanson a été libérée. On peut voir dans cette vidéo le rappeur Lil Wayne montrant ses vers à Drake sur Skype. La musique a été réalisée par DJ Scoob Doo. La chanson devait s'appeler Maybe She Will et à l'origine en featuring avec Rick Ross,.

## Remixes
- Busta Rhymes
- Trey Songz
- Rick Ross

Le remix officiel est celui avec Rick Ross et a été révélé dans la version originale.

## Vente et performance
Le 18 août 2011, il a rejoint le Billboard Hot R&B/Hip-Hop Songs à la quarante huitième place. Dès la première semaine, il a vendu 255 000 copies numériques et ses débuts au numéro 3 du Billboard Hot 100. C'est la deuxième chanson où les chartes sont relativement élevées pour Lil Wayne, derrière Lollipop,.

## Classement
| Classement (2011)              | Meilleure position |
| ------------------------------ | ------------------ |
| Canada (Hot 100)               | 16                 |
| États-Unis (Hot 100)           | 3                  |
| États-Unis (R&B/Hip-Hop Songs) | 14                 |
| États-Unis (Rap Songs)         | 2                  |
| France (SNEP)                  | 70                 |
| Royaume-Uni (UK Singles Chart) | 58                 |
| Royaume-Uni (UK R&B Chart)     | 19                 |

## Historique de sortie
| Pays       | Date         | Label              | Format                 |
| ---------- | ------------ | ------------------ | ---------------------- |
| États-Unis | 16 août 2011 | Cash Money Records | Téléchargement digital |